# Ōtomo no Otomaro
Ōtomo no Otomaro est un nom japonais traditionnel ; le nom de famille (ou le nom d'école), Ōtomo, précède donc le prénom (ou le nom d'artiste).
Ōtomo no Otomaro (大伴 弟麻呂 ou 大伴 乙麻呂, 731-14 juin 809) est un général japonais de l'époque de Nara et du début de l'époque de Heian. Il est le premier à porter le titre de seii taishōgun. Son père est Ōtomo no Koshibi.

## Source
- (en) Cet article est partiellement ou en totalité issu de l’article de Wikipédia en anglais intitulé « Ōtomo no Otomaro » (voir la liste des auteurs).